# 细齿稠李
细齿稠李也叫台湾稠李，为蔷薇科李属的植物。分布在台灣以及中国的河南、四川、江西、湖南、湖北、甘肃、云南、贵州、安徽、浙江、陕西等地，生长于海拔840米至3,600米的地区，见于疏林下、密林中、山坡杂木林内、沟底、山谷或溪边。